# Werderau
Werderau ist ein Stadtteil im Süden Nürnbergs und der Name des statistischen Bezirks 46. Zusammen mit der Marterlachsiedlung hat die Werderau mehr als 4800 Einwohner.

## Geographie
Eingerahmt wird die Werderau, beginnend im Norden im Uhrzeigersinn von der Nopitschstraße (Südring), der A73, der Südwesttangente und der Bahnstrecke Treuchtlingen–Nürnberg.
Die Gleise des Rangierbahnhofes teilen den Stadtteil in einen nördlichen und einen südlichen Teil. Im öffentlichen Bewusstsein wird oft nur der nördliche Teil als Werderau gesehen.

## Geschichte
Ab 1910/11 wurde auf dem Areal der 1899 nach Nürnberg eingemeindeten Gemeinde Gibitzenhof eine Wohnanlage für Arbeiter und höhere Angestellte der Firma MAN errichtet. Die Gründung der Werderau war eine Idee von Anton von Rieppel, damals  Generaldirektor von MAN. Ihren Namen hat die Siedlung von dem Techniker Johann Ludwig Werder. Um eine möglichst natürliche Urbanität zu erreichen, baute man verwinkelt und um einen zentralen Platz, den Volckamerplatz, auf dem man Anton von Rieppel ein Denkmal errichtete. Die Bauphase zog sich bis in die 1930er Jahre hin. Der Architekt Ludwig Ruff war in Nürnberg auch an vielen anderen Bauwerken beteiligt.

## Sehenswürdigkeiten
- Denkmal des Gründers Anton von Rieppel